# Hylesia cottica
Hylesia cottica är en fjärilsart som beskrevs av William Schaus 1932. Hylesia cottica ingår i släktet Hylesia och familjen påfågelsspinnare. Inga underarter finns listade i Catalogue of Life.